# 25 lat niewinności (singel)
25 lat niewinności – singel Kazika Staszewskiego wydany 5 czerwca 2020, promujący film biograficzny 25 lat niewinności. Sprawa Tomka Komendy.

## Ścieżka dźwiękowa
Kazik Staszewski nagrał muzykę do opartego na prawdziwych wydarzeniach dramatu sensacyjnego pt. 25 lat niewinności. Sprawa Tomka Komendy, opisujący sprawę Tomasza Komendy, który niesłusznie został skazany za gwałt i zabójstwo na 25 lat pozbawienia wolności. Wśród utworów na ścieżce dźwiękowej znalazł się singel „25 lat niewinności”, który w serwisie internetowym YouTube przekroczył 1 600 000 wyświetleń.
Reżyserem teledysku jest Jacek Kościuszko, autorem zdjęć jest Michał Jaskulski. 